# Tubigon, Bohol
Tubigon là đô thị hạng 1 và hải cảng ở tỉnh Bohol, Philippines. Theo điều tra dân số năm 2007, đô thị này có dân số 44.434 người. 

## Các đơn vị hành chính
Tubigon về mặt hành chính được chia thành 34 khu phố (barangay).
| - Bagongbanwa - Bunacan - Banlasan - Batasan (Batasan Island) - Bilangbilangan - Bosongon - Buenos Aires - Cabulihan - Cahayag - Cawayanan - Centro (Pob.) - Genonocan | - Guiwanon - Ilihan Norte - Ilihan Sur - Libertad - Maca-as - Mocaboc Island - Matabao - Panadtaran - Panaytayon - Pandan - Pangapasan (Pangapasan Islan | - Pinayagan Norte - Pinayagan Sur - Pooc Occidental (Pob.) - Pooc Oriental (Pob.) - Potohan - Talenceras - Tan-awan - Tinangnan - Ubay Island - Ubojan - Villanueva |